# Kaltan
Kaltan é uma cidade de subordinação regional no oblast de Kemerovo, centro administrativo do distrito da cidade de Kaltan. É considerada uma das cidades mais limpas e verdes da região.

## Toponímia
Os etnógrafos locais chamam Kaltan de “topônimo- mistério”, uma vez que existem muitas teorias de onde teria vindo o nome da cidade. De acordo com o dicionário de en:Vladimir Dal, Kaltan significa "zibelina jovem do verão" em algum dialeto siberiano. Há também versões do nome que remontam às línguas shor locais: "pedra negra" (aparentemente carvão) ou "vento louco e gelado do inverno", o que não é muito surpreendente, dado o clima da Sibéria.

## História

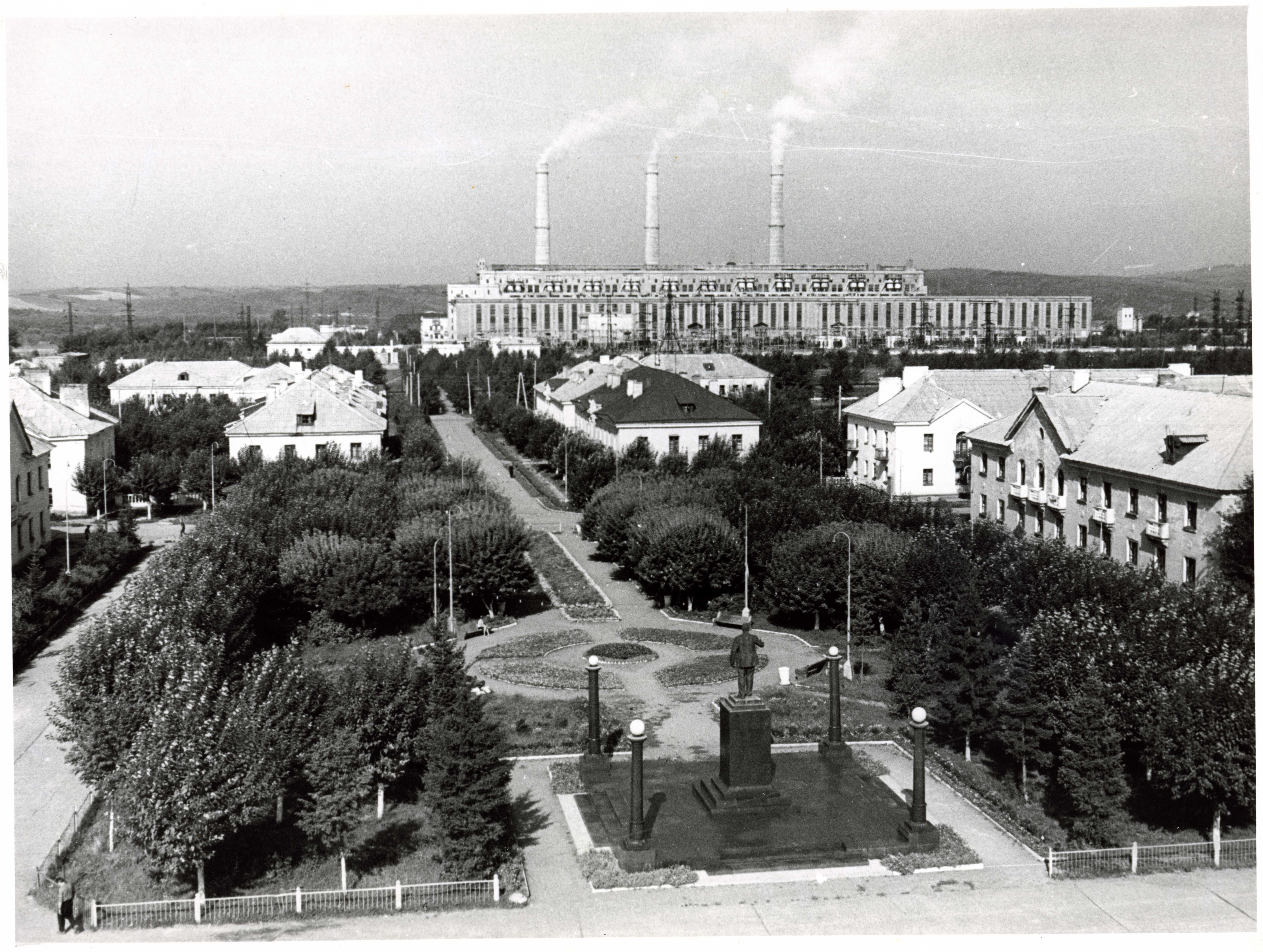
Zona central de Kaltan nos anos 60

Em 1859, a aldeia Kaltanskaya, que contava com 128 habitantes, foi pela primeira vez mencionada na lista de áreas povoadas do Governorato de Tomsk.
Em 1949, a aldeia de Nizhny Kaltan foi renomeada para Kaltan e ganhou o estatuto de vilarejo de trabalho. Em 29 de julho de 1959, pelo decreto do Presidium do Soviete Supremo da RSFSR (República Socialista Federativa Soviética da Rússia), o vilarejo de trabalho de Kaltan foi elevada à categoria de cidade sob a subordinação do conselho municipal da cidade de Osinniki. A cidade adquiriu o status de subordinação regional em 1993. O distrito urbano de Kaltan foi estabelecido a 17 de dezembro de 2004, com a publicação da lei nº 104-OZ do oblast de Kemerovo.

## Fuso horário
Kaltan, bem como toda a oblast de Kemerovo, está localizada no fuso horário de Krai de Krasnoiarsk, ou seja, está no fuso UTC+7. Em relação ao horário de Moscou, o fuso horário tem uma diferença de +4 horas e é designado no país como MSK+4.

## Posição geográfica
A cidade está localizada no sul de Kuzbass, a 30 km de Novokuznetsk, na planície de inundação do rio Kondoma, que deságua no rio Tom. Um trecho da ferrovia Novokuznetsk-Tashtagol passa pela cidade, o que fornece uma conexão à rede ferroviária da Federação Russa. A rodovia de importância regional Osinniki-Kaltan conecta a cidade com Novokuznetsk e outras cidades da região, Tashtagol e Krai de Altai, regiões norte e leste da Sibéria. O relevo da região é acidentado, com elevações absolutas de até 230 m, sendo a região classificada como de risco sísmico. A sismicidade da área é de até 6 pontos. A oeste da cidade de Kaltan existem depósitos de veios de carvão. As camadas são de estrutura complexa, com uma espessura de 1,1 a 3,03 m. As reservas totais calculadas das jazidas de carvão são de 26 milhões de toneladas. Na parte oeste da zona urbana de Kaltan está uma fábrica de tijolos de argila.

## Clima
A temperatura média anual é de +0,8 °C. Em média, há 280 dias de sol por ano. O período médio sem gelo é de 123 dias. A cidade está localizada em uma zona úmida: em média, cerca de 600 mm de precipitação caem e cerca de 450 mm caem no período quente. A duração da cobertura de neve é de cerca de 160 dias. A profundidade média de congelamento do solo na cidade é de cerca de 190 cm e a direção predominante do vento é sul e sudoeste. A velocidade média anual do vento é de 2,3 m/s. Ao mesmo tempo, a frequência de tempo limpo é de 25%.

## Cidadãos ilustres
- Viktor Alexandrovich Gnedin – Heroi da

União Soviética
- Alexandr Sergeyevich Golovin – jogador de futebol do AS Monaco e da seleção russa[5]